# Hòn Kẽm Đá Dừng

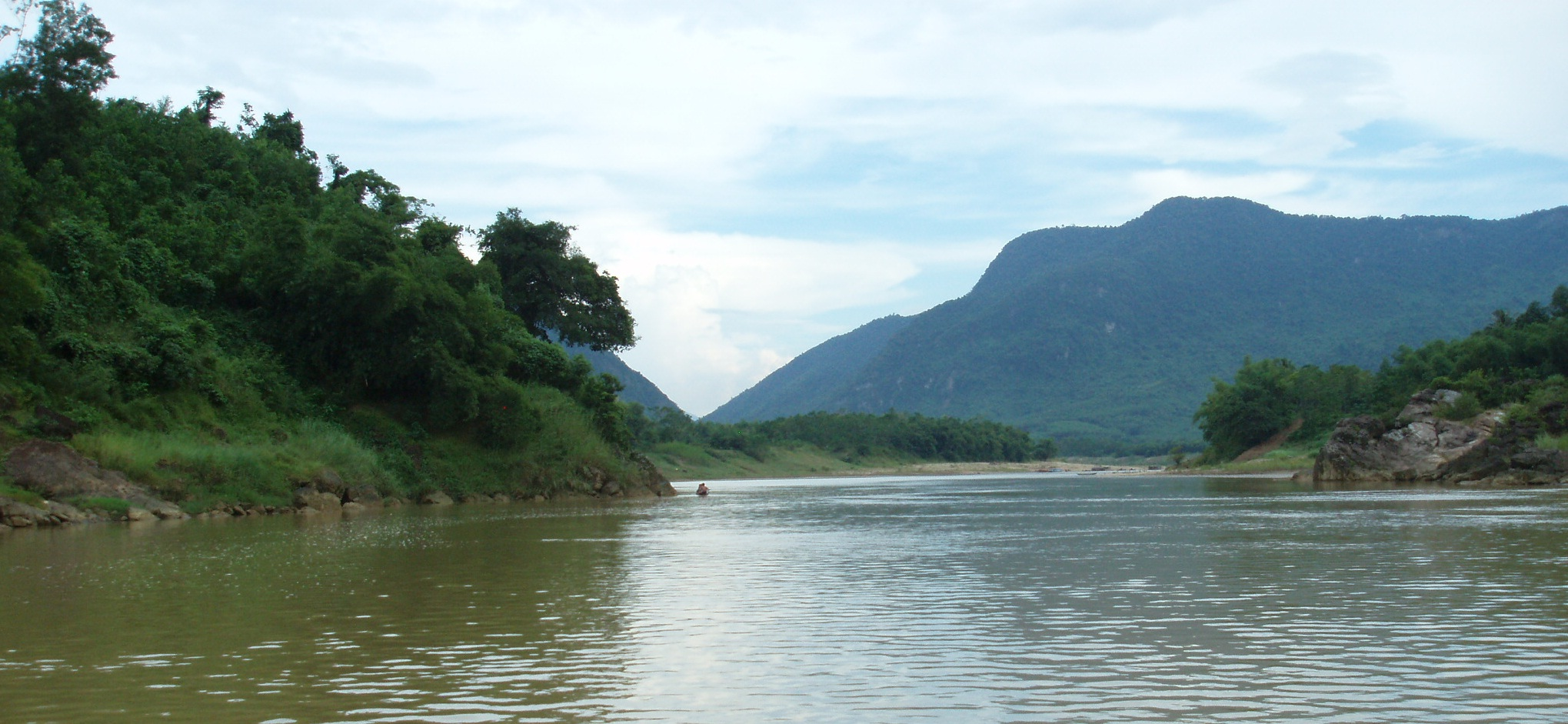
Thắng cảnh Hòn Kẽm Đá Dừng, thượng nguồn sông Thu Bồn

Hòn Kẽm Đá Dừng là một thắng cảnh nổi tiếng của Quảng Nam. Địa danh này gắn liền với câu ca:
Ngó lên Hòn Kẽm Đá Dừng,
Thương cha nhớ mẹ quá chừng bậu ơi.
Thương cha nhớ mẹ thì về,
Nhược bằng thương kiễng nhớ quê thì đừng.
Hòn Kẽm Đá Dừng là một nơi phong cảnh sơn thủy hữu tình nằm ở thượng nguồn sông Thu Bồn. Tại khu vực này dòng sông trôi hiền hòa, miệt mài, len lỏi giữa hai dãy núi với những vách đá sừng sững oai nghiêm, hình thù kỳ dị, liêu xiêu, cây dại ken dày, khỉ sống thành đàn, chiều chiều ra sông tắm nắng, tạo nên cảnh quang thơ mộng và trữ tình. Ngày thường ít nắng, nhiều sương khói và mát lạnh hơn bên ngoài.
Hòn Kẽm Đá Dừng còn gắn liền với những giai thoại về cuộc khởi nghĩa nổi tiếng của thủ lĩnh Nguyễn Duy Hiệu (1847 - 1887)trong Phong trào Cần vương chống ách đô hộ của thực dân Pháp.

## Đường đến Hòn Kẽm Đá Dừng
Hòn Kẽm Đá Dừng cách Đà Nẵng khoảng 101 km.
Cập nhật cách đi mới tốt hơn : Từ Đà Nẵng đi theo hướng QL14B hoặc QL1A về hướng thánh địa Mỹ Sơn, vượt đèo Phường Rạnh để đến địa phận huyện Nông Sơn ( thị Trấn Trung Phước). Đường này ngắn hơn và chất lượng đường tốt hơn. Trên đường đi có thể ghé thăm chợ Kiểm Lâm, thánh địa Mỹ Sơn, làng trái cây Đại Bình.
Cách 1: Dễ đi nhất, Từ Đà Nẵng đi QL 1 về hướng Tam Kỳ, đến ngã ba Hương An, rẽ vào đường 611, qua đèo Le (đừng quên thường thức món gà đèo Le ) đi UBND xã Quế Lâm, huyện Quế Sơn (thị trấn Trung Phước), rồi đến bến đò Tý, cách đó vài trăm mét, thuê thuyền tham quan Hòn Kẽm Đá Dừng. Trên đường đi hoặc về khách có thể dừng ở bến đò chợ Trung Phước, qua đò thăm làng cổ Đại Bường
Cách 2: Từ Đà Nẵng đi QL1 về hướng Tam Kỳ, đến ngã tư Hà Lam, rẽ vào QL 14E, đến UBND huyện Hiệp Đức (thị trấn Tân An), sau đó đi chợ Hiệp Hòa (đoạn này 14 km, đường xấu), thuê thuyền tham quan Hòn Kẽm Đá Dừng. Trên đường đi hoặc về khách có thể tham quan Phật viện Đồng Dương, một di tích quan trọng vào bậc nhất của nền văn minh Champa, nằm trên địa phận làng Đồng Dương, xã Bình Định, huyện Thăng Bình, tỉnh Quảng Nam, cách thành phố Đà Nẵng khoảng 65 km, cách ngã tư Hà Lam khoảng 10,5 km.